# Andreas Kronthaler
Andreas Kronthaler, né le 11 mars 1952 et mort le 10 mars 2025, est un tireur sportif autrichien.

## Carrière
Andreas Kronthaler participe aux Jeux olympiques de 1984 à Los Angeles et remporte la médaille d'argent dans l'épreuve de la carabine à air 10 mètres.